# LaLee's Kin: The Legacy of Cotton
LaLee's Kin: The Legacy of Cotton è un documentario del 2001 diretto da Deborah Dickson, Susan Froemke e Albert Maysles candidato al premio Oscar al miglior documentario.